# Zaburzenia mowy (rozwojowe)
Zaburzenia rozwoju mowy – termin ten zazwyczaj odnosi się do ogółu zaburzeń i zakłóceń rozwoju mowy i języka, które pojawiają się w wieku dziecięcym. Pod kątem klinicznym jednak termin „zaburzenie” oraz „zakłocenie” mają inny charakter. Sformułowanie „zaburzenie” sugeruje patologiczny charakter obserwowanego zjawiska, natomiast pojęcie zakłócenie wskazuje, że zjawisko jest jedynie normalną odmianą rozwoju, wynikającą z indywidualnego tempa, rytmu i dynamiki rozwoju jednostki.

## Opóźnienie rozwoju mowy
Opóźnienie rozwoju mowy może wystąpić na skutek oddziaływania wielu różnych czynników – zarówno natury biologicznej, jak i społecznej. Jeśli czynniki te mają charakter patologiczny – prowadzą do trwałych zmian w postaci zaburzeń komunikacji, jeżeli natomiast są związane tylko z indywidualnym rytmem i tempem rozwoju – ustępują bez negatywnych następstw. Opóźnione rozpoczynanie kolejnych etapów rozwoju mowy może pojawiać się zarówno u dzieci z wolniejszym tempem rozwoju układu nerwowego – co jest przejawem występowania różnic indywidualnych – jak i u dzieci z patologią rozwoju, uszkodzeniem mózgu, dzieci niesłyszących, z mózgowym porażeniem, autystycznych itd. Opóźnienie rozwoju mowy wyprzedza zatem pojawianie się różnych form zaburzeń mowy u dzieci, ale może mieć różne źródło, charakter i następstwa – dlatego niektóre opóźnienia wyrównują się samoistnie, a inne wymagają specjalistycznej interwencji aby ustąpić lub mogą nie ustąpić nigdy. Należy zatem zaliczać opóźnienie rozwoju mowy nie do zaburzeń mowy, lecz do objawów zaburzeń rozwoju mowy i języka. W efekcie zaburzenia rozwoju mowy mogą doprowadzić do różnorodnych form zaburzeń mowy.
Na tej podstawie wyróżnia się:
Samoistne opóźnienie rozwoju mowy (SORM), którego przyczyny są związane z indywidualnym tempem i rytmem rozwoju dziecka lub słabą dojrzałością aparatu artykulacyjnego;
Niesamoistne opóźnienie rozwoju mowy (NORM), będącego następstwem zaburzeń o określonej lub trudnej do ustalenia albo niejednoznacznej etiologii, jest więc konsekwencją schorzeń i wad rozwojowych działające na organizm w różnych okresach rozwojowych.
| Opóźnienie rozwoju mowy jest wynikiem: | Opóźnienie rozwoju mowy jest wynikiem: | Opóźnienie rozwoju mowy jest wynikiem: |
| --- | -------------------------------------- | --- |
| Zakłóceń rozwoju |                                        | Zaburzeń rozwoju |
| | Które prowadzą do:                     | |
| Samoistnego opóźnienia rozwoju mowy (SORM) |                                        | Niesamoistnego opóźnienia rozwoju mowy (NORM) |
| | do których zalicza się:                | |
| normalne odmiany rozwoju takie jak: - wycinkowe opóźnienie rozwoju mowy, - zespół opóźnienia mowy czynnej, - opóźnienie rozwoju artykulacji - rozwojową niepłynność mowy |                                        | - NORM będące objawem specyficznych zaburzeń rozwojowych - NORM będące objawem parcjalnych zaburzeń rozwojowych - NORM będące objawem rozległych zaburzeń rozwojowych |

## Klasyfikacja specyficznych zaburzeń mowy i języka według ICD – 10[3]

### F80 – Specyficzne zaburzenia mowy i języka.
Zaburzenia, w których normalne wzorce przyswajania języka są zaburzone od wczesnych stadiów rozwoju. Warunki te nie są bezpośrednio związane z nieprawidłowościami neurologicznymi lub mechanizmami mowy, zaburzeniami sensorycznymi, upośledzeniem umysłowym lub czynnikami środowiskowymi. Specyficznym zaburzeniom rozwojowym mowy i języka często towarzyszą powiązane problemy, takie jak trudności w czytaniu i pisowni, nieprawidłowości w relacjach międzyludzkich oraz zaburzenia emocjonalne i behawioralne.

#### F80.0
Specyficzne zaburzenia artykulacji (tj. dyslalia).
W tej grupie zaburzeń rozwojowych stopień umiejętności posługiwania się przez dziecko dźwiękami mowy jest niższy od poziomu odpowiedniego dla jego wieku umysłowego, ale poziom umiejętności językowych jest prawidłowy
Rozwojowe: zaburzenie fonologiczne, zaburzenie artykulacji. Dyslalia, czynnościowe zaburzenia artykulacji, lambdacyzm

#### F80.1
Zaburzenia ekspresji mowy (tj. rozwojowa dysfazja/afazja typ ekspresyjny, SLI).
O zaburzeniach ekspresji mowy mówi się, gdy dziecko do 2 r. ż. nie wypowiada słów lub dźwięków zbliżonych do słów oraz przejawia trudności w budowaniu prostych fraz składających się z dwóch słów w wieku 3 lat.
Specyficzne zaburzenie rozwojowe, w którym zdolność ekspresji mowy dziecka jest wyraźnie niższa od poziomu typowego dla jego wieku umysłowego, jednak rozumienie mowy mieści się w granicach normy. Mogą występować zaburzenia artykulacji
Rozwojowa dysfazja lub afazja typu ekspresyjnego

#### F80.2
Zaburzenia rozumienia mowy (tj. rozwojowa dysfazja/afazja typ percepcyjny, wrodzone zaburzenia percepcji słuchowej, SLI).
Zdolność rozumienia mowy jest znacząco niższa od poziomu właściwego dla wieku umysłowego dziecka. Dodatkowo, zawsze występują zaburzenia ekspresji mowy. W tym punkcie ujmuje się:
- głuchotę słów,
- afazję rozwojową Wernickego – dziecko ma zachowaną umiejętność płynnego mówienia, jednak mowa jest zdeformowana, a wypowiadane słowa nie mają związku z ich rzeczywistym znaczeniem. W mowie pojawiają się liczne neologizmy. Zaburzony jest słuch fonemowy i pamięć słuchowa. Dziecko rozumie komunikaty niewerbalne, i w sposób pozawerbalny stara się nawiązać kontakt,
- dysfazję – typ recepcyjny – charakterystycznymi objawami są: zaburzenia rozumienia mowy, przy zachowanej umiejętności powtarzania i nazywania. Dziecko słyszy, jednak nie rozumie zarówno swoich wypowiedzi, jak i wypowiedzi innych osób,
- wrodzone zaburzenia percepcji słuchowej.

#### F80.3
Nabyta afazja z padaczką (zespół Landaua –Kleffnera).
Normalnie rozwijające się dotychczas dziecko traci umiejętności rozumienia i ekspresji mowy, zachowując przy tym ogólną inteligencję. Towarzyszą temu zmiany napadowe w EEG, a w większości przypadków także napady padaczkowe. Zaburzenie rozpoczyna się zwykle pomiędzy 3. a 7. rokiem życia dziecka, które traci wówczas te umiejętności w ciągu dni lub tyg. Związek czasowy pomiędzy wystąpieniem napadów a utratą umiejętności językowych jest zróżnicowany; pierwszy z tych objawów może wyprzedzać 2. (lub na odwrót) o kilka m-cy do 2 lat. Prawdopodobną przyczyną tego stanu może być proces zapalny mózgu. Około 2/3 pacjentów wykazuje mniej lub bardziej wyraźny deficyt rozumienia mowy

#### F84.8
Inne zaburzenia mowy i języka (tj. seplenienie).
- Seplenienie międzyzębowe pojawia się w wieku dziecięcym. Zniekształceniu ulegają głoski: s, z, c, dz. Dziecko wymawia je, wsuwając język między zęby. Język jest spłaszczony, a powietrze rozprasza się po całej jego powierzchni. Wada ta nie ustępuje samoistnie, dlatego wielu dorosłych również ma problem z wymawianiem tych głosek.

- Seplenienie boczne występuje, gdy szczelina nie tworzy się wzdłuż środkowej linii języka, ale po częściach bocznych – przy kłach, zębach przedtrzonowych lub trzonowych. Zniekształceniu ulegają wtedy głoski s, z, c, dz, sz, ż, cz, dż, ś, ź, ć, dź.

- Seplenienie wargowo-zębowe pojawia się wtedy, gdy język nie bierze udziału w artykulacji. Szczelina tworzy się między dolną wargą a górnymi siekaczami lub między górną wargą a dolnymi siekaczami.

- przyzębowe występuje, kiedy ułożenie przedniej części języka zbyt mocno przylega do wewnętrznej strony siekaczy i nie tworzy się na nim rowek.

- Seplenienie świszczące to ostre i świszczące brzmienie głosek dentalizowanych (tj. ś, ź, ć, dź; s, z, c, dz; sz, ż, cz, dż) i powoduje ono silny prąd powietrza, który powstał w wyniku utworzenia się głębokiego rowka wzdłuż linii środkowej języka.

#### F84.9
Zaburzenia mowy i języka, nieokreślone.

## Zaburzenia mowy u dzieci wynikające z uszkodzeń ośrodkowego układu nerwowego (OUN)
Przyczynami zaburzeń mowy pochodzenia korowego są głównie uszkodzenia anatomiczne i dysfunkcje OUN, a także zmiany w mózgu, w obszarze (najczęściej w półkuli dominującej – lewej), który odpowiada za prawidłowy rozwój mowy i posługiwanie się językiem.
Obszary mózgu odpowiedzialne za procesy mówienia to przede wszystkim ośrodki słuchowej percepcji mowy (41, 42 pole Brodmana), funkcji motorycznych związanych z mówieniem i pisaniem, rozumieniem mowy (Wernickego), enkodowania mowy (Broki) oraz motorycznej kontroli czytania (Exnera) rozmieszczone głównie przy bruździe Sylwiusza i bruździe Rolanda

Lokalizacja ośrodków mowy lewej półkuli

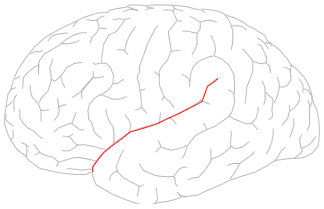
Bruzda Sylwiusza

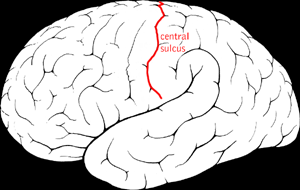
Bruzda Rolanda

Jeśli chodzi o zaburzenia mowy będącymi następstwem uszkodzenia OUN, można wyszczególnić dwa główne terminy

### Afazja
Oznacza całkowity brak rozwoju mowy lub całkowitą utratę zdolności mówienia i/lub rozumienia. (Przedrostek a- w pojęciu afazja odnosi się do stanu określanego jako brak mowy, do którego może dojść zarówno w przypadku, gdy mowa się nie wykształciła, jak i wtedy, gdy po zakończeniu procesu rozwojowego lub w trakcie jego przebiegu człowiek całkowicie utracił zdolność porozumiewania się.) W Polsce przyjęło się jednak określać tym terminem nie tylko całkowite, ale też częściowe zaburzenia mechanizmów programujących czynności mowy.
Terminu tego nie używa się w odniesieniu do dzieci.

### Dysfazja
Zaburzenie rozwoju mowy (mówienia i/lub rozumienia) bądź częściowa utrata wcześniej nabytych już zdolności ekspresyjnych i/lub percepcyjnych. (przedrostek dys- oznacza, że dana czynność została ograniczona lub zniekształcona. Stan ten można obserwować zarówno wtedy, gdy mowa od początku rozwija się nieprawidłowo, jak i wówczas, gdy dopiero po jakimś czasie (w trakcie bądź po zakończeniu procesu rozwojowego) – w wyniku częściowej utraty zdolności mówienia i/lub rozumienia dochodzi do zakłóceń procesu komunikacji językowej.)
Na podstawie powyższych terminów dalej można wyróżnić: Afazję/dysfazję dziecięcą, rozwojową afazje/dysfazję dziecięcą i nabytą afazję/dysfazję dziecięcą. Termin afazja/dysfazja dziecięca stosuje się dla wszystkich typów zaburzeń afatycznych u dzieci.

### Rozwojowa afazja/dysfazja dziecięca
To zaburzenia powstające w wyniku patologii rozwoju lub uszkodzeń mózgu w okresie prenatalnym perinatalnym i częściowo postnatalnym (w 1 roku życia)

### Afazja/dysfazja dziecięca nabyta
Określa zaburzenia powstałe w okresie postnatalnym (gdy uszkodzenie mózgu wystąpiło między początkiem 2 roku życia a 7 rokiem życia), chociaż w niektórych opracowaniach można spotkać się z nazwą niedokształcenie mowy o typie afazji, natomiast określenie afazja dziecięca odnosi się wtedy do zaburzeń powstałych w wieku od 7 d o18 roku życia
- istotą rozwojowej afazji/dysfazji dziecięcej jest brak integracji mowy (niemożność lub znaczne utrudnienie wykształcenia się kompetencji) i w konsekwencji – opóźnienie rozwoju mowy, prowadzące do różnych form zaburzeń rozwoju zdolności ekspresji albo percepcji i ekspresji językowej

- istotą afazji/dysfazji dziecięcej nabytej jest zarówno dezintegracja mowy (rozpad systemu komunikacyjnego; utrata posiadanych już umiejętności językowych), jak i zahamowanie, a w efekcie opóźnienie dalszego procesu integracji mowy;

Rozróżnienie afazji nabytej i rozwojowej polega głównie na określeniu, czy mowa dziecka od początku rozwijała się na patologicznym podłożu, czy też nie; czy proces rozwojowy dopiero po jakimś czasie (po okresie względnie prawidłowego rozwoju) uległ zaburzeniu, czy też od początku przebiegał nieprawidłowo.

### Alalia
Inaczej dysfazja rozwojowa. Irena Styczek, autorka pierwszego polskiego podręcznika z logopedii, zaburzenia rozwoju mowy wynikające z uszkodzenia struktur mózgowych, które nastąpiło jeszcze przed początkiem rozwoju mowy dziecka określiła mianem alalia. W istocie określenie to jest równoznaczne z afazją/dysfazją rozwojową.

### Alalia prolongata
Inaczej Samoistne Opóźnienie Rozwoju Mowy (SORM)
| Kryteria różnicujące             | Afazja/dysfazja rozwojowa (alalia)                                                                                       | Niedokształcenie mowy o typie afazji | Afazja dziecięca |
| -------------------------------- | --- | --- | --- |
| Czas wystąpienia uszkodzenia OUN | W okresie przedsłownym, do 1 roku życia                                                                                  | W okresie kształtowania się języka, między 2 a 6 rokiem życia | W okresie częściowo nabytych sprawności językowych lub już opanowanego systemu językowego, między 7 a 18 rokiem życia                                              |
| Objawy                           | Mowa od początku rozwija się nieprawidłowo, obserwowane są zaburzenia sprawności we wszystkich, czynnościach, językowych | Mowa do jakiegoś momentu rozwija się prawidłowo, po czym następuje zakłócenie tego procesu, objawy mają charakter uogólniony i niespecyficzny, przeważają zaburzenia ekspresji słownej | Utrata zdolności porozumiewania się -dezintegracja mowy, utrata w pełni, opanowanych sprawności językowych, zaburzenia mowy mają specyficzny i wybiórczy charakter |
| Postępowanie terapeutyczne       | Programowanie kompetencji językowych                                                                                     | Początkowo przywracamy utracone sprawności językowe, kolejny etap to programowanie niewykształconych struktur języka                                                                   | Odbudowywanie utraconej kompetencji językowej i jej usprawnianie                                                                                                   |

## Odstępstwa od normy rozwojowej u dzieci
Najpopularniejszą periodyzacją rozwoju mowy jest ta zaproponowana przez Leona Kaczmarka. Klasyfikacja ta dzieli się na pięć okresów:

### 1. Etap przygotowawczy/wstępny
Etap ten przypada na okres prenatalny. W tym okresie zaczyna się percepcja mowy. U nienarodzonego jeszcze dziecka wykształcają się i zaczynają już funkcjonować narządy mowy. Płód jest w stanie odczuwać rytm balansu podczas chodu matki, bicie jej serca, rejestruje także jej głos. Ważne jest aby narządy te wykształciły się prawidłowo, ponieważ mają one wpływ m.in. na późniejszą artykulacje.

### 2. Okres melodii (pierwszy rok życia)
Zaczyna się wraz z narodzeniem dziecka, kiedy wydaje ono z siebie pierwszy okrzyk. Krzycząc i płacząc dziecko jest w stanie sygnalizować swoje potrzeby, takie jak: głód, pragnienie, ból. W okolicy 2-3 miesiąca życia dziecko zaczyna głużyć (głużą także dzieci głuche od urodzenia), czyli wydawać różnego rodzaju przypadkowe dźwięki, głowie gardłowe i tylnojęzykowe. Następnie w okolicy 5-6 miesiąca pojawia się gaworzenie (gaworzą jedynie dzieci słyszące), dziecko świadomie naśladuje dźwięki. Pomiędzy 6 a 12 miesiącem życia u dziecka wykształca się słuch fonemowy, umiejętność odróżniania głosek, dzięki której dziecko jest w stanie opanować mowę. “Niemowlę tworzy i powtarza sylaby otwarte (tzn. kończące się samogłoską) np. pa, ma, ba, składające się z głosek najłatwiejszych artykulacyjnie, tj. spółgłosek wargowych m, p, b (występujących w wielu językach świata), później też d, t, samogłoski – najpierw a, e, czasem i. Te głoski, które w języku dzieci pojawiają się najwcześniej, najrzadziej są też zaburzane (np. a, p, m)”. Między 9 a 12 miesiącem życia dziecko zna już wiele wyrazów, jest w stanie wypowiadać jednak tylko kilka z nich, takie jak: mama, tata, baba, papa. W tym okresie warto zwrócić uwagę na budowę anatomiczną twarzy i jamy ustnej dziecka, mogące mieć wpływ na mowę dziecka. Niepokojące jest także niereagowanie na bodźce dźwiękowe i częste oddychanie ustami.

### 3. okres wyrazu
Jest to okres pomiędzy pierwszym a drugim rokiem życia. Dziecko wciąż rozumie stosunkowo więcej wyrazów niż jest w stanie wypowiedzieć, dotyczy to każdego stadium rozwoju mowy dziecka. Jednakże na tym etapie dziecko rozwija prężnie umiejętności rozumienia i wypowiadania wyrazów. Dziecko przyswaja około 3 słowa tygodniowo. Słownik dwulatka zawiera w tym czasie do 300 wyrazów, są to przede wszystkim rzeczowniki określające nazwy osób z bliskiego otoczenia, czasowniki i wyrazy dźwiękonaśladowcze. U dziecka w tym okresie pojawiają się substytucje oraz elizje głoskowe (pomijanie lub zamienianie niektórych głosek). W tym okresie warto zwrócić uwagę na wady zgryzu, jąkanie, czy wsuwanie języka między zęby.

### 4. okres zdania
Okres ten obejmuje czas pomiędzy drugim a trzecim rokiem życia dziecka. Najczęściej wypowiada ono zdania twierdzące składające się z dwóch wyrazów. Mowa, którą posługuje się dziecko jest nieporadna. Widoczne są problemy z opanowaniem fleksji i składni. Pod koniec 3 roku życia dziecko zna od 500 do 1000 słów. W większości są to rzeczowniki opisujące przedmioty z najbliższego otoczenia oraz czasowniki w formie bezokoliczników. Wtedy dziecko zaczyna także układać zdania składające się z 3, 4 elementów. Na tym etapie niepokojący może być szczupły zasób słownictwa dziecka, składający się np. z kilku wyrazów jak “mama”, “tata”, “nie”

### 5. okres swoistej mowy dziecięcej
Jest to najdłużej trwający okres rozwoju mowy dziecka, trwa od 3 do 7 roku życia. Trzylatki są w stanie przyswajać do 10 słów tygodniowo. Pojawiają się samogłoski nosowe. Dziecko w wieku 4 lat powinno być w stanie wypowiedzieć literę „r”. Podczas trwania tego okresu nadal pojawiają się neologizmy językowe poprzez zjawiska takie jak: metateza (przestawianie głosek i sylab), zjawisko asymilacji, czy kontaminacja (zlepianie słów i wyrazów w jedno słowo). W końcowej fazie tego okresu dziecko powinno prawidłowo artykułować wszystkie głoski języka polskiego, a słownik sześciolatka zawiera już około 3000-4500 wyrazów. Gdy rozwój mowy u starszego dziecka dobiegnie końca, a wciąż pojawiają się wady i zaburzenia wymowy bądź nie opanowało ono jeszcze umiejętności z konkretnego okresu, świadczy to o opóźnionym rozwoju mowy. Wtedy warto udać się do logopedy.

### Podsumowanie
Dzięki koncepcji przedstawionej przez Leona Kaczmarka rodzice mogą obserwować rozwój mowy dziecka. Zestawiając w pewnym przybliżeniu okres, w jakim znajduje się w obecnym czasie dziecko, z jego rzeczywistym rozwojem mowy, opiekun może stwierdzić czy dziecko rozwija się prawidłowo, czy warto udać się po pomoc do specjalisty.

## Powszechne wady wymowy (Dyslalia)
Terminem dyslalia (z grec. dys – zaburzenie; lalia – mowa) określa się wady artykulacyjne. Termin ten funkcjonuje zamiennie jako zaburzenia artykulacyjne, zaburzenia wymowy, wady artykulacyjne, nieprawidłowe realizacje fonemów.
Określenie dyslalia jest nośnikiem różnej treści. Ukazują to następujące definicje:
- Nieprawidłowość w realizacji jednej, wielu, a nawet wszystkich głosek (G. Demelowa);
- Zaburzenie mowy polegające na niemożności prawidłowego wymawiania określonych dźwięków (H. Spionek, 1969);
- Wadliwa realizacja fonemów, odbiegająca od ustalonej przez tradycję normy (L.Kaczmarek);
- Symptom zaburzenia rozwoju mowy, dotyczący tylko jednego aspektu języka – aspektu artykulacyjnego (H. Rodak);
- Zaburzenie mowy charakteryzujące się zakłóceniami dźwięków mowy, którym nie towarzyszą inne patologiczne zjawiska językowe (Mierzejewska, Emiluta-Rozya).

Wyróżnia się dyslalię fizjologiczną i faktyczną.
- Dyslalia fizjologiczna występuje wówczas, kiedy mamy do czynienia ze swoistymi właściwościami rozwojowymi, które są związane z nieukończonym rozwojem mowy dziecka, wynikającym np. z prostego opóźnienia mowy.
- Dyslalia faktyczna występuje wówczas, kiedy proces kształtowania się mowy jest już

względnie ukończony, a dziecko w sposób stereotypowy wadliwie wymawia określone
głoski.

### Najczęstsze przyczyny dyslalii
- zmiany anatomiczne aparatu artykulacyjnego:
  - nieprawidłowa budowa języka,
  - nieprawidłowa budowa podniebienia,
  - zniekształcenia zgryzu,
  - anomalie zębowe,
  - przerost trzeciego migdałka,
  - polipy,
  - skrzywienie przegrody nosowej,
- nieprawidłowe funkcjonowanie narządów mowy:
  - niska sprawność języka,
  - zakłócona sprawność mięśni napinających i przywodzących,
  - brak pionizacji języka
- nieprawidłowa budowa i funkcjonowanie narządów słuchu:
  - zaburzenie analizy i syntezy słuchowej,
  - wybiórcze upośledzenie słuchu,
  - obniżenie słyszalności
  - zaburzenia słuchu fonematycznego,
- niesprzyjające warunki do uczenia się mowy związane z czynnikiem społecznym:
  - nieprawidłowe wzorce wymowy,
  - nieprawidłowa atmosfera

### Podział rodzajów dyslalii

#### Ze względu na liczbę głosek nieprawidłowo artykułowanych
- jednoraką – jedna głoska wymawiana odmiennie;
- wieloraką – kilka lub kilkanaście głosek wymawianych odmiennie;
- całkowitą (alalia) – wszystkie głoski wymawiane odmiennie (bełkot, mowa niezrozumiała dla otoczenia).

Ze względu na liczbę nieprawidłowo realizowanych cech dystynktywnych głoski wyróżnia się:
- dyslalię prostą (w realizacji głoski zanika jedna cecha, np. dziecko wymawia s zamiast sz – głoski różnią się tylko miejscem artykulacji)
- dyslalię złożoną (zanik kilku cech równocześnie, np. dziecko wymawia d zamiast sz – głoski różnią się miejscem artykulacji, stopniem zbliżenia narządów mowy oraz dźwięcznością).

#### Ze względu na nazwę głoski (głosek) nieprawidłowo artykułowanej

##### Seplenienie (sygmatyzm)
Seplenienie polega na nieprawidłowej artykulacji głosek dentalizowanych: ś, ź, ć, dź; s, z, c, dz; sz, ż, cz, dż. Wadliwa wymowa polegać może na: zastępowaniu głosek jednego szeregu innym np. głoski sz, ż, cz, dż brzmią jak s, z, c, dz, ś, ć, dź (szafa – safa, siafa, sanki – sianki, szanki), deformacji – wtedy mówimy o seplenieniu właściwym, opuszczaniu głoski (lub głosek) w mowie.
Rodzaje seplenienia:
- międzyzębowe – dziecko wymawia głoski sz, ż, cz, dż, s, z, c, dz z językiem wsuniętym między zęby.
- boczne – artykulacja polega na niesymetrycznym ułożeniu całego języka; szczelina nie tworzy się wzdłuż linii środkowej języka, lecz w częściach bocznych, powietrze przepływa jak przy wymowie głoski l
- wargowo-zębowe – charakteryzuje się tworzeniem bardzo wąskiej szczeliny między dolną wargą, a górnymi siekaczami lub między górną wargą, a dolnymi siekaczami, język jest bierny; brzmienie głosek jest podobne do ostro brzmiącego f
- przyzębowe – przód języka jest ułożony płasko i zbyt mocno przylega do wewnętrznej strony siekaczy; podczas artykulacji nie tworzy się rowek, a powietrze wychodzi szerokim strumieniem; brzmienie głosek jest przytępione, szmer powstający przy dolnych siekaczach jest osłabiony lub w ogóle się nie pojawia
- nosowe – powstaje, gdy artykulacja głosek przebiega niedostatecznie zamkniętym przejściu z jamy ustnej do nosowej w następstwie niewłaściwej czynności podniebienia miękkiego
- krtaniowe – szmer wytwarzany w krtani
- gardłowe – powstaje w wyniku rozczepienia podniebienia lub braku aktywności podniebienia
- inne.

Niektóre przyczyny
- wady zgryzu
- ubytki zębowe
- nieprawidłowa budowa anatomiczna narządów artykulacyjnych
- upośledzenie słuchu
- niesprawność języka i warg
- naśladownictwo wymowy osób wadliwie mówiących
- niektóre choroby górnych dróg oddechowych (utrudnione oddychanie nosem)

##### Reranie (rotacyzm)
Reranie jest wadą polegającą na nieprawidłowej realizacji głoski r. Wadliwa wymowa polegać może na: opuszczaniu dźwięku, zastępowaniu go innym dźwiękiem lub zniekształceniu – wtedy mamy do czynienia z reraniem właściwym. Głoska ta może być wymawiana jak l, j,rl (rak – jak, lak, rlak), r języczkowe lub jest opuszczana (rak –ak).
Rodzaje rerania:
- języczkowe – miejsce artykulacji jest zmienione z przedniojęzykowodziąsłowej na języczkową, podczas artykulacji podniebienie miękkie unosi się, zamyka przejście do jamy nosowej, a jego zakończenie (języczek) drga, język nie bierze udziału w artykulacji
- policzkowe – powstaje wskutek skierowania strumienia powietrza podczas wymowy w bok, powodując wibrację jednostronną policzka lub obustronną obu policzków, drga również czubek lub krawędź języka
- wargowe – powstaje wskutek przeniesienia miejsca artykulacji na obie wargi
- krtaniowe – polega na wadliwej, krtaniowej artykulacji – drgają fałdy głosowe
- gardłowe – miejsce artykulacji głoski r jest przeniesione w głąb jamy ustnej, wibracja powstaje między obsadą języka a tylną ścianą gardła
- inne

Niektóre przyczyny:
- zbyt niska sprawność ruchowa języka, zwłaszcza jego czubka
- nieprawidłowości budowy anatomicznej języka, np. krótkie wędzidełko
- upośledzenie słuchu
- opóźniony rozwój motoryczny
- wadliwy wzór wymowy osób z otoczenia

##### Mowa bezdźwięczna
Wada ta objawia się brakiem realizacji spółgłosek dźwięcznych i zastępowaniem ich odpowiednimi bezdźwięcznymi, np. b mówione jest jak p, a ż jak sz (słowo żaba w tym zaburzeniu będzie brzmiało jak szapa, woda jak fota, góra – kóra). Nieprawidłowość ta dotyczy 13 głosek: b, bi, d, z, ź, ż, dz, dź, dż, w, wi, g i gi. Mowa bezdźwięczna znajduje również odzwierciedlenie w piśmie w postaci trudnych do eliminowania błędów.
Niektóre przyczyny:
- zaburzenia słuchu mownego (fonemowego)
- upośledzenie słuchu (niedosłuch)
- brak koordynacji między aparatem fonacyjnym i artykulacyjnym
- obniżone napięcie mięśniowe – wargi i policzki są wiotkie

##### Rynolalia (nosowanie)
Rynolalia polega na mówieniu z nieprawidłowym rezonansem nosowym. Mowa może być w różnym stopniu zniekształcona – od lekkiego nosowania do niewyraźnej, zakłóconej szmerami. Głoski nosowe są wymawiane jak ustne (nosowanie zamknięte) lub odwrotnie – głoski ustne wymawiane są z rezonansem nosowym (nosowanie otwarte)

###### Rynolalia otwarta
Najbardziej zniekształcone są spółgłoski szczelinowe i zwartoszczelinowe (s, z, c, dz, sz, ż, cz, dż, ś, ć, dź). Wszystkie głoski realizowane są z silnym zabarwieniem nosowym, głosem dudniącym.
Przyczyny rynolalii otwartej: rozszczepy podniebienia, krótkie podniebienie, jak też nieprawidłowa praca pierścienia zwierającego gardła.

###### Rynolalia zamknięta
Dziecko wymawia m jak b; n jak d; ą jak o; ę jak e.
Przyczyny rynolalii zamkniętej: niedrożność jamy nosowo-gardłowej spowodowanej przerostem śluzówki nosa, obrzękiem przy ostrych i przewlekłych stanach kataralnych, przerost trzeciego migdałka, polipami, skrzywieniem przegrody nosa.

##### Kappacyzm
Polega na nieprawidłowej wymowie głosek tylnojęzykowych: k, g i czasami także h. Głoski te najczęściej wymawiane są jak: t, d i f – kawa jak tawa, gołąb jak dołąb.
Przyczyny:
- nieprawidłowa praca języka (język jest zbyt sztywny, napięty)

##### Lambdacyzm (lelanie, łełanie)
Lambdacyzm polega na wadliwym wymawianiu głosek l, ł. Głoska l najczęściej realizowana jest jak j (lala – jaja), głoska ł brzmi jak u albo j (ławka – jawka).

##### Betacyzm
W wadzie tej zaburzona jest realizacja głoski b – najczęściej głoska brzmi jak w lub j (bałwan – jałwan, bałwan – wałwan).
Przyczyny:
- słaba praca artykulatorów, nieprawidłowa praca mięśni warg, wady zgryzu, niedomykanie ust.
- Wypowiedzi osób najbliższych powinny być poprawne. Do dziecka należy mówić powoli, wyraźnie.
- W okresie kształtowania się mowy dziecko nie powinno kontaktować się z osobami, które mają wady wymowy, ponieważ wadliwa wymowa otoczenia wywołuje i utrwala wadliwą mowę dziecka.
- Dziecko powinno reagować na aktywność uczuciową i słowną otoczenia. W przypadku, gdy brak takiej reakcji, można podejrzewać niedosłuch.
- Nie należy gasić naturalnej skłonności dziecka do mówienia obojętnością, lecz słuchać uważnie wypowiedzi, zadawać dodatkowe pytania, co przyczyni się do korzystnego rozwoju mowy.
- Nie wolno poprawiać wymowy dziecka, żądać, by kilkakrotnie powtarzało dane słowo, zawstydzać, karać za wadliwą wymowę. Hamuje to chęć do mówienia.
- Wskazane jest częste opowiadanie dziecku bajek, czytanie oglądanie wspólne filmów

### Zapobieganie dyslalii
Najważniejsze zalecenia dotyczące wczesnej profilaktyki:
- Nie należy zaniedbywać chorób uszu, gdyż nie leczone mogą powodować niedosłuch, a następnie dyslalię.
- Jeśli dziecko ma nieprawidłową budowę narządów mowy (rozszczepy warg, podniebienia, wady zgryzu lub uzębienia), konieczne jest zapewnienie opieki lekarza specjalisty, gdyż wady te są przyczyną zaburzeń mowy.
- Dziecka leworęcznego nie należy zmuszać do posługiwania się ręką prawą w okresie kształtowania się mowy. Naruszanie w tym okresie naturalnego rozwoju sprawności ruchowej zaburza funkcjonowanie mechanizmu mowy. Prowadzi to często do zaburzeń mowy, a w szczególności do jąkania.
- Nie należy wymagać zbyt wczesnego wymawiania poszczególnych głosek. Dziecko nie przygotowane pod względem sprawności narządów artykulacyjnych, niedostatecznie różnicujące słuchowo dźwięki mowy, a zmuszane do artykulacji zbyt trudnych dla niego głosek, często zaczyna je zniekształcać, wymawiać nieprawidłowo. Tworzymy u dziecka w ten sposób błędne nawyki artykulacyjne, trudne do zlikwidowania.
- Jeśli dziecko osiągnęło już wiek, w którym powinno daną głoskę wymawiać, a nie robi tego, należy zasięgnąć porady logopedy.

### Leczenie zaburzeń mowy
Dziecko wadliwie mówiące trafia zazwyczaj najpierw do logopedy, który bada dziecko i stawia wstępne rozpoznanie. W celu ustalenia przyczyn wadliwej wymowy logopeda konsultuje się często ze specjalistami:
- laryngologiem, foniatrą, audiologiem – w celu kontroli górnych dróg oddechowych, zbadania narządu słuchu i słuchu
- stomatologiem, ortodontą – w celu zbadania stanu uzębienia i zgryzu
- chirurgiem – w celu skontrolowania budowy anatomicznej narządów artykulacyjnych
- psychologiem, pedagogiem – w celu oceny rozwoju intelektualnego i psychicznego oraz rozpoznania ewentualnych konfliktów rodzinnych i środowiskowych.

Gdy znana jest przyczyna zaburzeń mowy należy je, jeśli to możliwe, usunąć.
- Laryngolog leczy nieżyty górnych dróg oddechowych, stany zapalne gardła i krtani, zaburzenia głosu i słuchu, usuwa migdały.
- Chirurg podcina wędzidełko języka, przeprowadza operacje rozszczepu podniebienia.
- Ortodonta koryguje zgryz.

Po usunięciu przyczyny wadliwej wymowy lub gdy ta spowodowana jest wadliwym bądź niedbałym artykułowaniem należy rozpocząć terapię logopedyczną odpowiednią dla danego zaburzenia mowy.

#### Terapia zaburzeń artykulacyjnych
podstawowe etapy:
1. Przygotowanie motoryczne narządów mowy do wywołania określonej głoski pod kontrolą wzroku i słuchu.
2. Niwelowanie dysfunkcji wywołującej/utrwalającej wadę.
3. Wywołanie głoski w izolacji.
4. Utrwalenie głoski w:
  - sylabach (3 pozycje: nagłos, wygłos, śródgłos, w zależności od możliwości pacjenta),
  - wyrazach (3 pozycje – jak wyżej),
  - grupach spółgłoskowych,
  - wyrażeniach dwuwyrazowych.
5. Dyferencjacja opozycyjna (wyróżnicowanie nowego dźwięku z poprzednim substytutem).
6. Automatyzacja w zdaniach, mowie opowiadaniowej spontanicznej.